# 제5인격
제5인격(第五人格 Identity V)은 2018년 모바일로 출시한 1:4의 대결을 펼치는 비대칭 생존 공포 멀티플레이 게임으로, 데드 바이 데이라이트로부터 공식 라이선스를 받고 만들어진 게임이다. 고딕 건축 양식의 빅토리아 시대 배경에 팀 버튼 풍의 X자 단추 눈을 가진 봉제인형같은 캐릭터들이 등장하여 잔혹 동화스러운 공포를 선보인다. 출시 초반에는 영화 코렐라인을 표절한 것이 아니냐는 의견 또한 다분했다. 공개테스트를 거친 후 2018년 4월 중국에서 정식 서비스를 시작했고, 9월엔 대한민국에도 출시하였다.

## 배경 이야기
사고로 기억을 잃은 소설가 출신의 탐정 오르페우스는 악명 높은 장원을 조사하여 실종된 딸을 찾아달라는 의뢰를 받고 저택에 발을 들이게 된다. 저택을 조사하던 중 어떤 참여 기록이 담긴 각각의 일기장들을 줍게 되면서 이 거대한 장원에서 사람들을 상대로 고액이 걸린 '어떤 게임'이 치러졌다는 사실을 알게 되며 그 게임과 참가자들에 대해 추리해 나가기 시작한다.
그 게임이 바로 제5인격이다. 유저들은 탐정 오르페우스가 되어 각종 사건들을 회고하며 생존자 혹은 감시자가 되어 무대에 직접 뛰어들게 된다. 캐릭터들이 봉제 인형이 된 건 탐정 오르페우스의 추리를 구현한 것이기 때문이라고 개발자 Sylar는 말한다. 머릿속의 추리무대극이란이라는 느낌을 주기 위해 등장 캐릭터들을 꼭두각시처럼 보이게 연출했고, 탐정이 진실을 찾아가는 과정속에 인형들에 영혼이 깃들게 된다.
제목인 제5인격에는 여러 가지 의미가 있다고 하나 정확히 공개된 것은 심리학 용어인 5가지 성격 특성 요소 Big5뿐이다. 사람의 성격을 개방성, 성실성, 외향성, 친화성, 신경성 다섯가지 요소로 구분해 특정 상황에서 개인이 어떻게 행동할 것인가를 예측할 수 있게 하는 성격 이론중 가장 널리 인정받고 있는 이론이다.

## 게임 플레이
개임플레이는 데드 바이 데이라이트와 같은 숨바꼭질 탈출 게임이다. 감시자 1명과 생존자 4명으로 맵의 랜덤한 위치에서 게임을 시작하게 되며, 생존자들은 감시자의 추적을 피하고 협력하며 5개의 암호를 해독해 탈출에 성공하면 되고 감시자는 이들을 방해하면 된다. 데드 바이 데이라이트에선 생존자들을 포획해 신의 제물로 바치는 잔혹한 연출을 보여주지만 제5인격에선 생존자들을 풍선에 매달고 광기의 의자에 앉혀 장원으로 도로 날려보낸다.

## 캐릭터

### 생존자
| 캐릭터                | 유형           | 기본 소지 아이템 | 장점 | 단점                                                                                                  |
| --------------------- | -------------- | --- | --- | --- |
| 의사(에밀리 다이어)   | 견제형, 보조형 | 주사기: 직접 치료가능 | 치료속도가 빠름 작은 부상에도 이동속도가 2초간 45%증가(일명, 부상 스프린트) | 판자와 창틀 모션이 10%느림                                                                            |
| 변호사(프레디 라일리) | 해독형         | 지도: 감시자, 생존자, 해독되지 않은 가까운 3개의 해독기, 탈출구 위치 확인 가능                                                 | 지도 사용 시간 증가 해독을 할수록 해독 속도 증가(최대 20%) 공포의 일격을 당하지 않음 | 팀에 도움이 잘 될 가능성이 낮음                                                                       |
| 도둑(크리처 피어슨)   | 견제형         | 손전등: 감시자의 정면을 2초 동안 비추면 감시자를 잠시동안 멈추게 가능, 감시자를 비추기만 한다면 감시자의 능력을 일시 봉인 가능 | 손전등 사용시간 증가, 설치 손전등을 통하여 손전등 효율 증가 | 해독기 교정발동 확률 10%증가 및 교정 성공 범위 10% 감소                                               |
| 용병(나이브 수베다르) | 구원형         | 강철 팔꿈치 보호대(아대): 벽에 대고 아이템 사용 시 한 방향으로 빠르게 돌진                                                     | 판자와 창틀 모션 속도 10% 증가 광기의 의자에서 날아가는 속도 10% 감소 공격을 받을 시 바로 쓰러지지 않고 15초 후 쓰러짐(단, 부상 상태에서 2회 이상의 공격을 받을 시 즉시 쓰러짐) 팀에 있으면 매우 든든한 캐릭터 | 해독 속도 25% 감소 부상을 입을 때 마다 치료에 걸리는 시간 15% 증가 플레이어의 판단력이 매우 중요시 됨 |
| 정원사(엠마 우즈)     | 견제형, 보조형 | 공구함:앞에 있는 의자를 파괴                                                                                                   | 광기의 의자 근처에서 판자와 창틀을 넘는 속도가 10% 증가 | |

## 역대 콜라보

### 이토 준지
콜라보 축하 영상을 3편 찍었다. 2번째 영상에 의하면 제일 아끼는 캐릭터는 소이치라고 한다. 이토준지 콜라보와 관련해 멋있는 컨셉 포스터가 많이 공개되었다.
1탄 공포를 부르는 자
- 스킨
  - 행운아 - 소이치
  - 우산의 영혼 - 사거리의 미소년

2탄 공포재림
- 스킨
  - 꿈의 마녀 - 토미에 융합 뱀 ver

3탄 한없이 되살아나는 치명적인 아름다움
- 스킨
  - 꿈의 마녀 - 토미에 교복 ver

### 페르소나 5
항의로 한국만 개최하지 않았다.

### 가위손
기념으로 스트리머 초대 이벤트를 개최하였다.
완벽하지 않은 선물
- 스킨
  - 리퍼 - 에드워드 미용사 ver, 에드워드 가죽옷 ver
  - 무희 - 킴

### 단간론파
- 스킨
  - 바텐더-에노시마쥰코
  - 공군-키리기리쿄코
  - 수위26호-모노쿠마
  - 행운아-나에기 마코토
  - 의사-츠미키 미캉
  - 기계공-나나미 치아키
  - 용병-코마에다 나기토
  - 탐사원-히나타 하지메

단간론파에서는 처음으로 "허망의 걸작" 등급의 악세서리를 출시했다.

### 명탐정 코난
현재 중국 서버에서만 진행 중이며 글로벌 서버에는 라이선스 문제로 들어오지 않았다. 글섭 콜라보 여부는 미정이다.
다만 중섭 2주년 정수(붉은나비 희대의 스킨-십삼낭)이 글섭에서도 출시된 것에 반해, 글섭 2주년 정수(무희 희대의 스킨-클로토)는 중섭 출시 계획이 없다고 밝혀 유저들 사이에선 코난 콜라보가 패싱된다는 분위기가 형성되었다.

### 데스노트
- 스킨
  - 변호사:야가미 라이토
  - 죄수:L
  - 기계공:미사

그외
렘 펫,류크 사과,데스노트,

약속의 네버랜드
- 스킨
  - 죄수:레이
  - 정원사:엠마
  - 납관사:노먼
  - 블러드퀸:이자벨라

### 제로 ~붉은 나비~[10](2022년 11월 24일)
- 스킨
  - 조향사: 아마쿠라 미오가
  - 붉은 나비: 쿠로사와 사에
- 악세사리
  - 조향사: 각서

## 심연의 부름 (COA)
심연의 부름(중국어: 深渊的呼唤, 영어: Call of the Abyss COA[*])은 개발사 넷이즈가 주관하는 제5인격 e스포츠 세계 대회이다. 2018년부터 시작해 매년 5월에 결승전이 치러지며 2020년이면 3년차로 3회를 맞이한다. 게임 내 토너먼트 상위 50팀에 들고 지역 예선 8강까지 통과하여 1위를 거머쥔다면 대한민국의 대표팀이 되어 글로벌 본선 진출 자격을 얻게 된다. 중국 상하이에서 치러지는 글로벌 페스티벌에서는 한국 1팀, 일본 3팀, 동남아 2팀, 홍콩/마카오/타이완 1팀 유럽/미국 1팀, 중국 TOP 8팀으로 총 16개의 클랜이 맞붙는다.
- 스킨 테마
  - 2018 해적
  - 2019 스팀펑크
  - 2020 미술관

### 심연의 부름 Ⅰ
- 개최기간
  - 게임 내 토너먼트 -
  - 한국 지역 예선전 -
    - 한국 대표 - 한국서버 오픈전에 치러진거라 없음

  - 글로벌 페스티벌 결승전 -
    - 개최장소 - 중국 상하이 해피 밸리(欢乐谷) 놀이공원[14]
    - 총 상금 -

### 심연의 부름 Ⅱ
- 개최기간
  - 게임 내 토너먼트 - 2019.01.17 ~ 2019.01.24
  - 한국 지역 예선전 - 2019.01.27
    - 한국 대표 - TeamKorea 클랜 (인터뷰)[13]

  - 글로벌 페스티벌 결승전 - 2019.04.30 ~ 05.02[13]
    - 개최장소 - 중국 상하이 해피 밸리(欢乐谷) 놀이공원
    - 총 상금 - 한화 약 1억 6만원

### 심연의 부름 Ⅲ
- 개최기간
  - 게임 내 토너먼트 - 2019.12.12 ~ 2020.01.19
  - 한국 지역 예선전 - 2020.02.27 ~ 03.01
    - 한국대표 - Team_PG 클랜[11]

  - 글로벌 페스티벌 결승전 - 2020.05.01 ~ 05.04[11]
    - 개최장소 - 중국 상하이
    - 총 상금 - 200만 위안(한화 약 3억 5천만원)
    - COVID-19로 인해 결승전 방식이 바뀌게 되었다. 유럽/미국지역의 진출자 LBM클랜은 출입국 문제와 거주지역에서 온라인으로 참가해도 거리상 네트워크 지연 문제가 있어 결승전을 포기해야했다.[15] 중국의 진출팀들은 관객이 없는 경기장에서 경기를 진행하며, 외출이 금지된 선수는 예외적으로 거주지역에서 경기를 진행할 수 있으나 발생하는 문제는 선수 본인이 책임을 진다. 일본/동남아/한국/홍콩/마카오/타이완 지역은 모든 선수가 거주지역에서 경기를 진행하며 별도의 스튜디오는 없다.[16][17]

## 이벤트

### 1주년 이벤트
X.D. 글로벌은 자사가 서비스 중인 제5인격 출시 1주년을 기념해 2019년 7월 13일 서울특별시 강남구 삼성동에 위치한 JBK 타워에서 축하 파티를 개최할 예정이라고 12일 밝혔다.
비대칭 서바이벌 모바일 게임 제5인격은 지난 2018년 9월 20일 출시 이후 독특한 게임 방식에서 나오는 스릴과 매력적인 캐릭터와의 상호작용을 특징으로 한다. 1주년 기념행사는 게임 캐스터 레나가 진행 MC를 맡고, 유튜버 감쟈가 특별 MC로 출연한다. 유명 스트리머들과 함께 제 5인격을 플레이하는 시간을 갖고, 추첨을 통해 제5인격 굿즈를 증정하는 이벤트를 진행한다. 이와 함께 한정판매된 스킨들을 대상으로 인기투표를 진행해 득표수에 따라 재판매를 진행할 예정이다.

또한 제5인격은 오프라인 행사와 별도로 국내 유명 댄스 스튜디오 1밀리언과 함께 콜라보를 진행했다. 1밀리언 댄스 스튜디오는 국내뿐 아니라 전 세계적으로 큰 주목을 받고 있는 댄스 레이블로 2019년 7월 7일, 제5인격 콜라보 티저 영상이 공개됐다. 게임 속 긴박감을 춤으로 표현하기 위해 심혈을 기울였다고 한다.

## 추격음악 (BGM)

### 감시자 추격음악 (BGM)
- 기본 음악 - 기본 제공
- 강렬한 비트 - 상점에서 구매
- 해피 할로윈 - 할로윈 이벤트때 호박으로 구매(한정이기 때문에 현재는 구입이 불가하다.)
- 블랙 유머 - 상점에서 구매
- 괴이한 동산 - 상점에서 구매
- 천둥번개 - 상점에서 구매
- 다가오는 압박 - 상점에서 구매
- 일본풍 드럼 - 상점에서 구매
- 파이프 오르간 - 상점에서 구매
- 캠프파이어 - 상점에서 구매

## 같이 보기
- 데드 바이 데이라이트